# The Wild Party
The Wild Party er en amerikansk stumfilm fra 1923 af Herbert Blaché.

## Medvirkende
- Gladys Walton som Leslie Adams
- Robert Ellis som Basil Wingate / Stuart Furth
- Freeman Wood som Jack Cummings
- Dorothy Revier som Blanche Cartwright
- Sidney De Gray som Paul Cartwright
- Lewis Sargent som Hogan
- Esther Ralston som Bess Furth
- Kate Lester som Mrs. Furth
- Joseph W. Girard som Mr. Furth